# 皮亞奧澤羅湖
皮亞奧澤羅湖是俄羅斯西北部的大型淡水湖，位於卡累利阿共和國，海拔109米，長77公里、闊30公里，面積659平方公里，蓄水量10.1立方公里，最大水深49米，湖中多個島嶼的總面積186平方公里，流經河流有科夫達河。